# Ann Li
Ann Li (King of Prussia, Pensilvania; 26 de junio de 2000) es una tenista estadounidense.

## Biografía y vida personal
Ambos padres de Li son inmigrantes chinos. Tiene un hermano mayor. Comenzó a jugar tenis a los cinco años, cuando acompañaba a su hermano en sus clases de tenis en Filadelfia. 
Li rechazó una beca para la Universidad Estatal de Luisiana para competir en el circuito profesional de tenis. 
Li sabe tocar el ukelele. 

## Carrera

### 2017: Carrera júnior
En individuales, fue finalista en el Campeonato de Wimbledon júnior de 2017, donde perdió en tres sets ante la tercera ronda, Claire Liu. Fue la primera final femenina júnior disputada entre dos estadounidenses desde 1979. Su mejor ranking júnior fue el número 12.
Dos semanas después, Li ganó su primer título profesional en el circuito individual femenino de la ITF, un torneo de $ 15 000 en Evansville, Indiana.

### 2018: Comienzos de carrera profesional
En agosto, Li alcanzó la final individual del ITF de Lexington, un torneo de $ 60 000, donde finalmente cedió ante Asia Muhammad. 

### 2019: Éxito en el circuito ITF
Li alcanzó siete finales en el circuito ITF: cinco en individuales y dos en dobles. Su única victoria llegó en individuales, en un torneo de $ 25 000 en Osprey, Estados Unidos, ante Usue Maitane Arconada.
Terminó el año en el puesto 148 del ranking WTA. 

### 2020: debut en torneos de Grand Slam
Li ganó sus tres partidos clasificatorios para entrar al cuadro principal del Abierto de Australia, su primer cuadro principal de un torneo de Grand Slam. Accedió a la segunda ronda, donde perdió en sets corridos ante la eventual campeona, Sofia Kenin. 
En el Abierto de Estados Unidos, Li alcanzó la tercera ronda luego de vencer a Arantxa Rus y a la decimotercera sembrada del torneo, Alison Riske.

## Títulos WTA (1; 1+0)

### Individual (1)
| Leyenda                    |
| Grand Slam (0)             |
| WTA Tour Championships (0) |
| WTA 100 (0)                |
| WTA 500 (0)                |
| WTA 250 (1)                |

| No. | Fecha                 | Torneo   | Superficie | Oponente en la final | Resultado |
| 1.  | 24 de octubre de 2021 | Tenerife | Dura       | Camila Osorio        | 6-1, 6-4  |

### Finalista (3)
| No. | Fecha                  | Torneo        | Superficie | Oponente en la final | Resultado |
| 1.  | 7 de febrero de 2021   | Melbourne III | Dura       | Anett Kontaveit      | No jugada |
| 2.  | 3 de noviembre de 2024 | Mérida        | Dura       | Zeynep Sönmez        | 2-6, 1-6  |
| 3.  | 2 de febrero de 2025   | Singapur      | Dura (i)   | Elise Mertens        | 1-6, 4-6  |